# Frundsberg (famiglia)

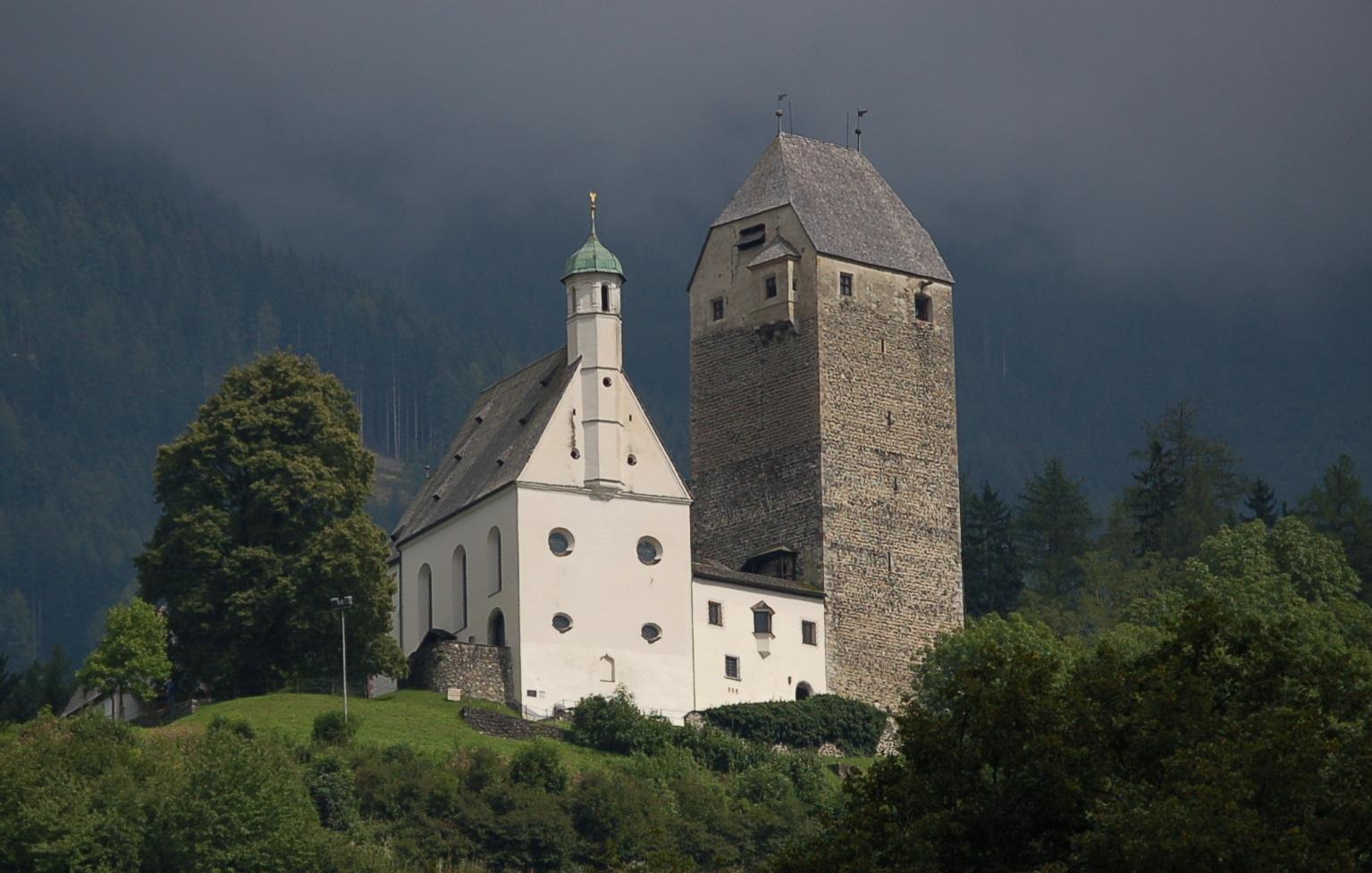
Castello di Frundsberg

I signori di Frundsberg (a volte scritti Freundsberg, Fronsberg, Frundsberg o Fruntsberg) provengono dall'aristocrazia tirolese e avevano la loro sede ancestrale nel castello di Frundsberg, vicino a Schwaz in Tirolo. Sono documentati nel 1122 come ministeriali dei conti di Andechs, dal 1209 come ministeriali al servizio ducale-bavarese e successivamente come servitori dei principi tirolesi.
Dal 1312 ebbero un proprio tribunale distrettuale e per lungo tempo furono tra le famiglie nobili più influenti del Tirolo, ma vendettero il loro castello ancestrale nel 1467, allo stesso tempo acquisirono il governo di Mindelheim in Svevia e vi spostarono la loro attenzione dove Georg von Frundsberg († 1528), il "padre dei Lanzichenecchi", divenne il membro più famoso della famiglia, che si estinse in linea maschile nel 1586 con il nipote, Georg von Frundsberg (1533-1586).

## Storia
I Freundsberg avevano il loro quartier generale al castello di Freundsberg, che avevano costruito intorno al 1150 sopra Schwaz. Il castello inizialmente era una semplice torre residenziale, ma fu ricostruito nel 1230 sulle parti romaniche del complesso. Nel 1319 fu istituito un tribunale distrettuale separato a Freundsberg con la città principale di Schwaz, di cui i Freundsberger furono responsabili per secoli. I possedimenti intorno a Schwaz erano al di fuori della sfera di influenza tirolese o goriziana-tirolese, e anche il tribunale regionale era (dal 1312) esonerato dal potere del sovrano tirolese. Nel 1319 Berthold von Freundsberg vendette il castello ancestrale, che fino ad allora era appartenuto alla famiglia come proprietà di Enrico di Carinzia e Tirolo e lo ricevette come feudo sovrano. Nel 1342 Ludovico V di Baviera infeuda nuovamente il Freundsberg con questo castello e la corte associata. Nel corso del tempo, i signori di Freundsberg divennero la più importante famiglia nobile della Bassa Valle dell'Inn insieme ai Conti di Rottenburg.
I Frundsberg trassero vantaggio dal fatto che i loro possedimenti si trovavano alla periferia del  Vescovado di Salisburgo; nella prima metà del XIII secolo poterono stabilirsi nella Zillertal a Lichtenwert e quindi al servizio della Baviera costituirono un contrappeso alla politica territoriale dell'arcivescovo di Salisburgo Eberhard II. Il castello di Mehrnstein vicino a Brixlegg o Thierberg vicino a Kufstein serviva ai Frundsberger principalmente come sede dell'amministrazione della terra arabile e per un esercizio più efficiente dei diritti di baliato.
Il castello ancestrale di Frundsberg fu venduto nel 1467 all'arciduca Sigismondo d'Austria, che fece ampliare il castello in un casino di caccia ("Sigmundsruh" o "Siegmundsfried"). Nel luglio dello stesso anno, Barbara von Rechberg (moglie di Ulrich), Ulrich von Frundsberg e suo fratello Hans acquisirono il dominio di Mindelheim con Mindelburg in Svevia e da allora si chiamarono Fruntsberg. I discendenti di Barbara e Ulrich governarono Mindelheim fino al 1586.

## Possedimenti in Tirolo
- Castello di Unter-Falkenstein (Flintsbach am Inn)
- Castello di Lichtenwerth
- Castello di Friedberg a Volders
- Castello di Mariastein
- Castello di Tratzberg
- Castello di Arnholz
- Castel Roncolo a Renon
- Castello della Strada a Colle Isarco

## Membri famosi della famiglia
- Ulrich von Frundsberg (1425-1501), condottiero
- Udalrico Frundsberg (?-1493), principe vescovo di Trento
- Georg von Frundsberg (1473-1528), condottiero e comandante-riformatore dei lanzichenecchi
- Kaspar von Frundsberg (1501-1536), condottiero e signore di Mindelheim